# Kentarō Ishikawa
Kentarō Ishikawa (jap. 石川 健太郎, Ishikawa Kentarō; * 12. Februar 1970 in der Präfektur Chiba) ist ein ehemaliger japanischer Fußballspieler.

## Karriere
Ishikawa erlernte das Fußballspielen in der Schulmannschaft der Gyosei High School und der Universitätsmannschaft der Kokushikan-Universität. Seinen ersten Vertrag unterschrieb er 1993 bei Kashiwa Reysol. Der Verein spielte in der zweithöchsten Liga des Landes, der Japan Football League. 1994 wurde er mit dem Verein Vizemeister der Japan Football League und stieg in die J1 League auf. Für den Verein absolvierte er 58 Spiele. Ende 1998 beendete er seine Karriere als Fußballspieler.